# Anolis loveridgei
Anolis loveridgei (аноліс Лавріджа) — вид ігуаноподібних ящірок родини анолісових (Dactyloidae). Ендемік Гондурасу. Вид названий на честь британського герпетолога Артура Лавріджа.

## Поширення і екологія
Аноліси Лавріджа мешкають в горах Номбре-де-Діос в департаментах Йоро і Атлантида на півночі Гондурасу. Вони живуть у вологих гірських тропічних лісах і хмарних лісах. Зустрічаються на висоті від 550 до 1600 м над рівнем моря.

## Збереження
МСОП класифікує цей вид як такий, що перебуває під загрозою зникнення. Anolis loveridgei загрожує знищення природного середовища.